# Hiram (Ohio)

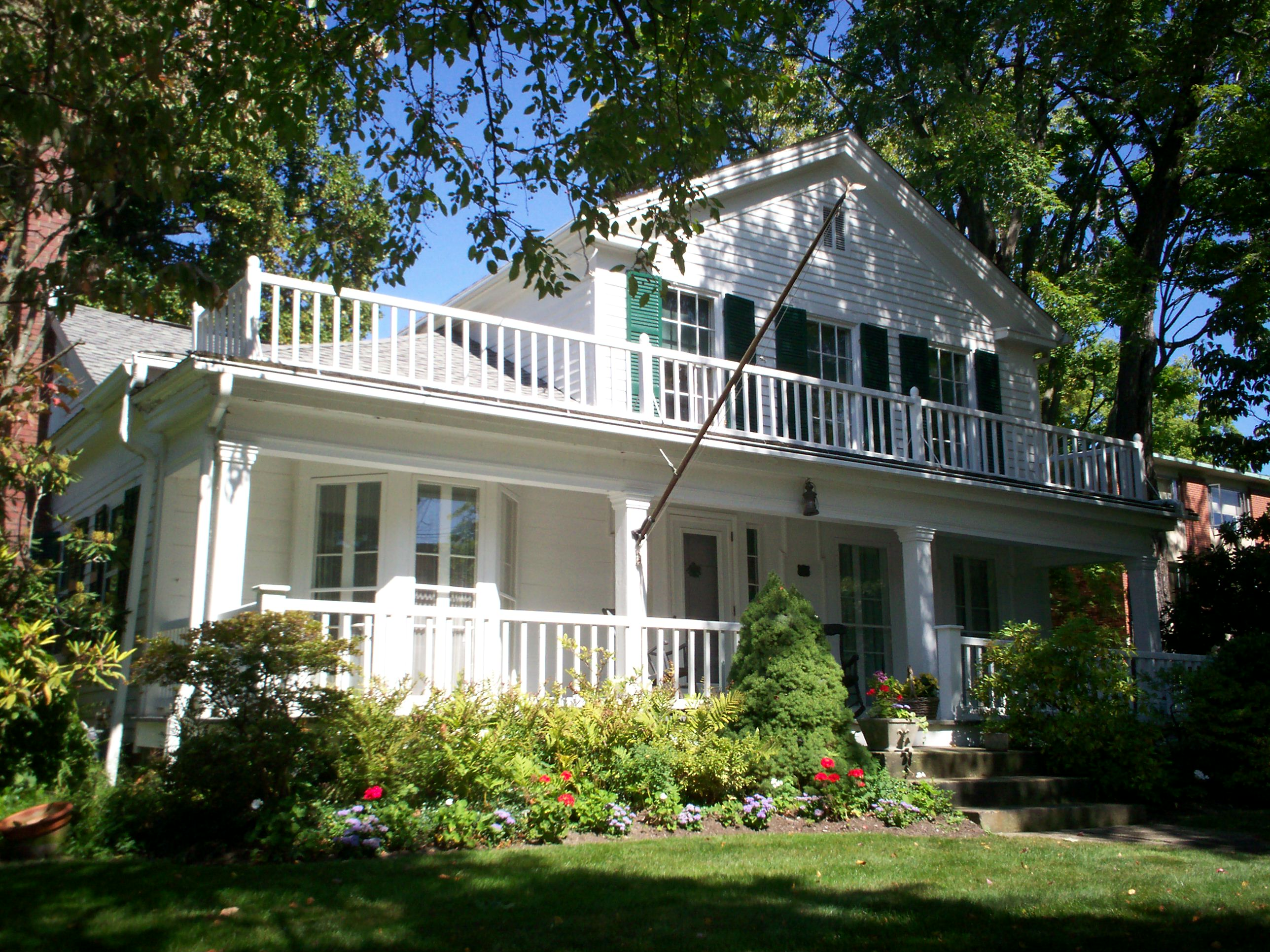
Hiram – Garfield house – obecnie Hiram College

Hiram – wieś w USA, w hrabstwie Portage, w stanie Ohio. W miejscowości znajduje się założony w 1850 roku Hiram College (początkowo Western Reserve Eclectic Institute), którego najsłynniejszym wychowankiem był James Garfield, 20-ty prezydent Stanów Zjednoczonych.
Aktualnie honorowym burmistrzem wsi jest Lou Bertrand.

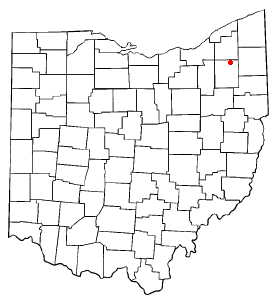
Hiram na planie stanu Ohio

W roku 2010, 8,1% mieszkańców mało poniżej 18 lat, 69,7% było w wieku od 18 do 24 lat, 7,1% miało od 25 do 44 lat, 10,3% miało 45 do 64 lat, 4,8% miało 65 lat albo więcej. We wsi było 48,7% mężczyzn i 51,3% kobiet.
Liczba mieszkańców w 2010 roku wynosiła 1 406, a w 2012 wynosiła 1439.